# Olivella minuta
Olivella minuta (denominada, em inglês, minute dwarf olive) é uma espécie de molusco gastrópode marinho do oeste do oceano Atlântico, pertencente à família Olividae. Foi classificada por Link, em 1807, e nomeada Porphyria minuta (no gênero Porphyria) em sua obra Beschreibung der Naturalien-Sammlung der Universität zu Rostock.

## Descrição da concha e hábitos
Conchas pequenas, com até 1.2 centímetros de comprimento, quando desenvolvidas, de superfície polida. Coloração variável, geralmente com linhas em zigue-zague em sua volta final. Columela dotada de um calo, bastante forte, em sua região parietal.
É encontrada em águas rasas, na areia, até os 15 metros de profundidade. Estudo sobre a alimentação de Olivella minuta revelou um total de 49 itens, registrados em seu trato digestivo, sendo macroalgas (48%), microalgas (15%), artrópodes (12%) e foraminíferos (12%) os recursos mais consumidos por este gastrópode.

## Distribuição geográfica
Olivella minuta ocorre no golfo do México e mar do Caribe, do Texas (EUA) às Antilhas, leste da Colômbia, Venezuela e costa do Brasil (do Piauí até Santa Catarina). Esta espécie pode ser encontrada nos sambaquis brasileiros, tendo importância arqueológica desconhecida.